# Egilsay
Egilsay è una delle isole Orcadi, un arcipelago che si trova a nord della Scozia, nel Mare del Nord. L'isola, situata ad est di Rousay, è principalmente costituita da terra coltivabile ed è conosciuta soprattutto per le popolazioni di re di quaglie.
Egilsay è l'isola dove Santo Magnus venne ucciso nel 1117. Una chiesa venne costruita in seguito come santuario in suo onore ed è l'unica chiesa con torre rotonda sopravvissuta nelle Orcadi. La costruzione non possiede un tetto e la torre è stata lievemente troncata ma è sostanzialmente completa.